# Romeinse keramiekoven

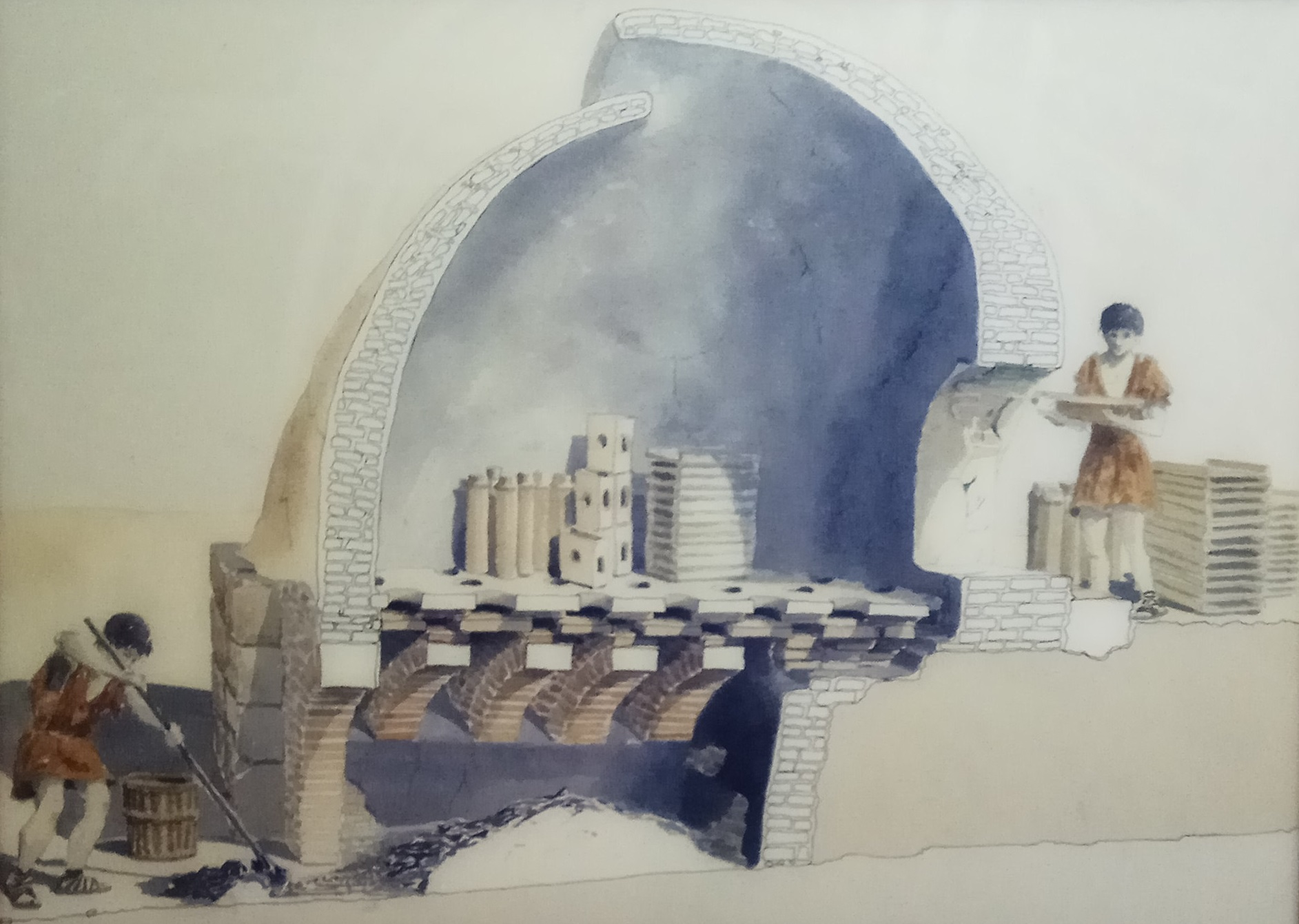
Romeinse keramiekoven

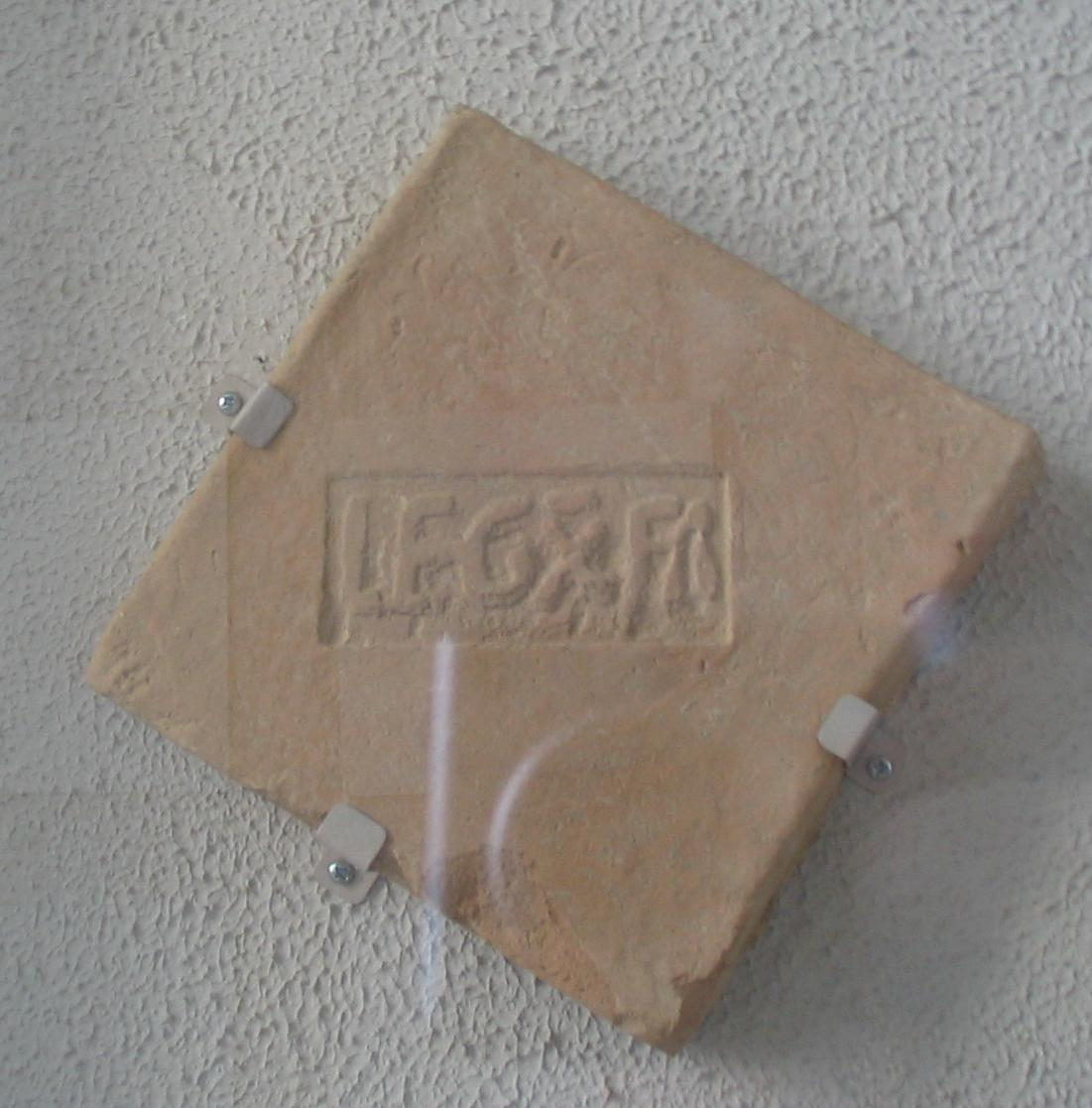
Romeinse baksteen met stempel van het Legio X Fretensis

De Romeinse keramiekoven was een oven waarin in het Romeinse Rijk keramische producten als potten, bakstenen, dakpannen en rioolbuizen werden gebakken.

## Geschiedenis
De eerste Romeinse keramiekovens waren pottenbakkersoven en veldovens. De kleine pottenbakkerovens waren niet geschikt voor massaproductie en de veldovens moesten na elk gebruik opnieuw worden opgebouwd, daarom verschenen permanente keramiekovens. In Italië waren deze mogelijk al in de 4e eeuw v.Chr. in gebruik, de oudste ovens in de Nederlanden dateren van het einde van de 1e eeuw v.Chr., toen hier de eerste steden ontstonden. In de Romeinse provincies was de bouw van de ovens (Latijn: Tegularia) en de productie van Romeinse baksteen, dakpannen en tegels in handen van het Romeins leger, vandaar dat deze vaak een stempel droegen van het betreffende legioen of vlooteenheid. Na de val van het Keulen halverwege de vijfde eeuw verlieten de Romeinen de Nederlanden en verdween de steenbakkunst uit onze streken. In Italië en Spanje bleef men met baksteen bouwen. Pas na de kerstening werden in de Nederlanden vanaf de 9e eeuw weer bakstenen geproduceerd, voornamelijk voor religieuze gebouwen; dit waren de zogenoemde kloostermoppen. Vanaf de 11e eeuw kwamen de van de Griekse en Romeinse dakpannen afgeleide monnik- en nondakpannen in gebruik.

## Beschrijving
Romeinse steenovens bestonden uit twee bakstenen verdiepingen. Deze stenen leken niet erg op de huidige baksteen; ze waren breder en platter, waardoor ze meer op tegels leken. De onderverdieping was de stookruimte (praefurnium); deze had aan één zijde een opening, waarin het vuur werd aangelegd. De zijwanden onder de vloer bestonden uit tegels, mortel en vuurvaste stenen, gebakken van vuurklei. De stenen vloer tussen de onderverdieping en de bovenverdieping had gaten, zodat de hitte naar boven trok. In de bovenverdieping zat een vulopening, die werd dichtgemetseld voordat het vuur werd ontstoken. Romeinse ovens werden meestal met hout gestookt, maar kolengestookte ovens kwamen ook voor.
De kleinere ovens maten 1 tot 3 meter. De vloer werd ondersteund door bogen en hadden meestal een koepeldak, met een enkel gat aan de bovenzijde voor de afvoer van rookgassen. Er waren ook rechthoekige ovens met hoge muren maar zonder dak; deze werden van bovenuit gevuld, waarna de vormelingen werden bedekt met gebroken tegels en scherven.
De grotere ovens waren circa 6 meter lang en hadden een tongewelf met meerdere gaten in de zijkanten. Bij de grote ovens ondersteunden meerdere muurtjes met bogen de vloer. De kleine ovens werden voornamelijk gebruikt voor het bakken van aardewerken gebruiksvoorwerpen en terracotta kunstwerken, de grote voor de productie van grofkeramische producten. 